# Archiv des öffentlichen Rechts
Das Archiv des öffentlichen Rechts (abgekürzt: AöR) ist eine seit 1885 bestehende juristische Fachzeitschrift, in der Aufsätze zum öffentlichen Recht, heute vor allem der Bundesrepublik Deutschland, veröffentlicht werden. Sie galt schon kurz nach der Gründung und bis 1918 als „führende staatsrechtliche Zeitschrift“ in Deutschland.
Die Zeitschrift wurde 1885 von Paul Laband und Felix Stoerk als Vierteljahresschrift gegründet und erscheint heute im Verlag Mohr Siebeck in einer Auflage von 1.250 Exemplaren. Als Herausgeber fungieren Martin Eifert, Annette Guckelberger, Peter M. Huber und Frank Schorkopf unter Mitwirkung von Peter Badura, Rüdiger Breuer, Udo Di Fabio, Horst Ehmke, Jochen Abraham Frowein, Peter Häberle und Gerhard Robbers (Stand 2022).